# ولفسویل (مریلند)
ولفسویل (به انگلیسی: Wolfsville) یک منطقهٔ مسکونی در ایالات متحده آمریکا است که در شهرستان فردریک، مریلند واقع شده‌است.